# 今井ゆうぞう
今井 ゆうぞう（いまい ゆうぞう、本名：今井 雄三〈読み同じ〉、1977年〈昭和52年〉4月22日 - 2020年〈令和2年〉12月21日）は、日本の歌手、俳優。徳島県三好市出身。NHK『おかあさんといっしょ』第10代うたのおにいさん。

## 人物・経歴
身長170 cm、血液型O型。特技は阿波踊り・ダンス全般・乗馬。趣味はドライブ・旅行・カメラ。愛称は「ゆうぞうお兄さん」。『おかあさんといっしょ』で共演したはいだしょうこからは「ゆう兄」と呼ばれていた。
徳島県立池田高等学校在学中はサッカー部に在籍。2001年（平成13年）に獨協大学外国語学部英語学科卒業後、劇団四季の団員として数々の舞台に出演。劇団四季を約1年で退団した後、東宝芸能のミュージカル部門に所属。ミュージカルだけでなく趣味のサッカーの知識を活かし、国際大会のリポーター等としても活躍した。また、東京ディズニーランドのパレードダンサーも務めた事がある。
2003年（平成15年）4月、NHKの長寿番組『おかあさんといっしょ』の第10代うたのおにいさんに就任。20歳台での就任は林アキラ以来、23年ぶりである。うたのおにいさんを卒業するまでに共演していたうたのおねえさんははいだしょうこ。共演していたたいそうのおにいさんは、最初の2年間は佐藤弘道、その後の3年間は小林よしひさ。共演していた身体表現のおねえさんは、最初の2年間はタリキヨコ（現・きよこ）、その後の3年間はいとうまゆ。
2008年3月に『おかあさんといっしょ』を卒業し、その後は主に舞台俳優として活動した。2008年（平成20年）7月、フジテレビ系テレビドラマ『太陽と海の教室』で連続ドラマ初出演。
2010年（平成22年）にカバーアルバム『君と歩いた時間』をリリース。
2009年度から2012年度まで、はいだしょうことともに『おかあさんといっしょ』の楽曲を中心に披露する『ファンタジー・コンサート』を全国50か所以上で開催した。
2015年（平成27年）4月1日、東宝芸能からスペースTへ移籍した。
2018年（平成30年）5月1日、セントラル株式会社へ移籍。同年9月に契約終了。
2019年（令和元年）8月13日放送の『おかあさんといっしょ 60周年スペシャル』に、かしわ哲・林アキラ・横山だいすけと共にゲスト出演。
2020年（令和2年）、音楽ユニット・ゆりりと制作した楽曲『プラネタリウム（StayHomeEdition）』を配信開始。
2020年（令和2年）12月6日、徳島県内でクリスマスコンサート出演中に突然意識を失い倒れ、救急搬送された。亡くなる6日前には、ブログに赤く充血した自身の目の画像を投稿していた。
2020年（令和2年）12月21日、脳内出血のため自宅で急逝。43歳没。『おかあさんといっしょ』で共演していた佐藤弘道は、亡くなる数年前に別番組で共演した際に、今井の体調の悪さに気づいていたことをブログで書き記している。
遺族の意向により、死去から一周忌を迎えた2021年12月24日19時をもってブログが閉鎖となった。

## 出演

### テレビ番組
- おかあさんといっしょ（NHK教育→NHK Eテレ） - 10代目うたのおにいさん（2003年4月7日 - 2008年3月28日）
  - 2019年8月13日放送の『60年スペシャル』にゲストとして出演。
- まちバル（スターキャット、2008年5月31日 - 6月6日） - 韓国あしのあなトピックスコーナー
- 太陽と海の教室（フジテレビ、2008年7月21日 - 9月22日） - 体育教師・与田典人 役
- カウントダウン・ドキュメント 秒ヨミ!（中京テレビ、2009年4月 - 9月） - 調査員
- タクシードライバーの推理日誌 第31作「伊豆熱川〜殺人疑惑の乗客」（テレビ朝日、2012年12月8日） - 小野寺 役

### 舞台
- ジーザス・クライスト・スーパースター （2001年11月 - 12月） - 男性アンサンブル
- ファミリーミュージカル『今井ゆうぞう ファンタジー・ストーリーズ』
- キサラギ（2009年4月） - スネーク役
- ゼブラ（2009年6月） - 梨田役
- ザ・ミュージックマン（2010年4月） - チャーリー・コーウェル役
- ママと僕たち（2013年6月） - しんじろうお兄さん役
- ミュージカル『アルプスの少女ハイジ』（2013年7月 - 2014年9月） - セバスチャン役
- きりきり舞い（2014年4月） - 兼吉役
- ママと僕たち　〜おべんきょイヤイヤBABYS〜（2014年5月） - しんじろうお兄さん役
- ミュージカル『花・虞美人』（2017年3月 - 4月、赤坂ACTシアター 愛知県芸術劇場大ホール 森ノ宮ピロティホール） - 宗義 役 [8]

#### おかあさんといっしょ　ファミリーコンサート
| 公演   | タイトル                                                                            | 出演者（一部を除く） |
| ------ | ----------------------------------------------------------------------------------- | --- |
| 2003年 | ゆうきいっぱい!ともだちパワー                                                       | 今井ゆうぞう、はいだしょうこ、佐藤弘道、タリキヨコ スプー、アネム、ズズ、ジャコビ 杉田あきひろ、つのだりょうこ |
| 2003年 | テレビまつりだ!、 ぐ〜チョコランタンとともだちいっぱいオンステージ                  | 今井ゆうぞう、はいだしょうこ、佐藤弘道、タリキヨコ スプー、アネム、ズズ、ジャコビ ワンワン、ふうか、りなちゃん、エリック、マヤ、JB ワクワクさん、ゴロリ、神田山陽、ストレッチマン どーもくん、ドン・ガバチョ |
| 2003年 | ノリノリワクワクウキウキバンバン!                                                   | 今井ゆうぞう、はいだしょうこ、佐藤弘道、タリキヨコ スプー、アネム、ズズ、ジャコビ |
| 2004年 | おとぎの国のアドベンチャー                                                          | 今井ゆうぞう、はいだしょうこ、佐藤弘道、タリキヨコ スプー、アネム、ズズ、ジャコビ |
| 2004年 | ようこそ♪歌う森のパーティーへ                                                       | 今井ゆうぞう、はいだしょうこ、佐藤弘道、タリキヨコ スプー、アネム、ズズ、ジャコビ |
| 2005年 | 弘道おにいさんとあそぼ! 夢のビッグパレード、 ぐ〜チョコランタンとゆかいな仲間たち   | 佐藤弘道、今井ゆうぞう、はいだしょうこ、タリキヨコ スプー、アネム、ズズ、ジャコビ ひなたおさむ、かまだみき、恵畑ゆう 坂田おさむ、つのだりょうこ モリゾー、キッコロ |
| 2005年 | マジカルトンネルツアー                                                              | 今井ゆうぞう、はいだしょうこ、小林よしひさ、いとうまゆ スプー、アネム、ズズ、ジャコビ |
| 2005年 | ドキドキ!みんなの宇宙旅行                                                           | 今井ゆうぞう、はいだしょうこ、小林よしひさ、いとうまゆ スプー、アネム、ズズ、ジャコビ、ガタラット 佐藤弘道、きよこ |
| 2006年 | ぐ〜チョコランタンとゆかいな仲間たち みんなであそぼ! 不思議な不思議なワンダーランド | 佐藤弘道、きよこ 今井ゆうぞう、はいだしょうこ、小林よしひさ、いとうまゆ スプー、アネム、ズズ、ジャコビ |
| 2006年 | ぼよよ〜んととびだせ! コンサート                                                    | 今井ゆうぞう、はいだしょうこ、小林よしひさ、いとうまゆ スプー、アネム、ズズ、ジャコビ、ガタラット ひなたおさむ、かまだみき、恵畑ゆう |
| 2006年 | おいでよ! びっくりパーティーへ                                                      | 今井ゆうぞう、はいだしょうこ、小林よしひさ、いとうまゆ スプー、アネム、ズズ、ジャコビ ひなたおさむ、かまだみき、恵畑ゆう |
| 2007年 | ぐ〜チョコランタンとゆかいな仲間たち ふしぎな森へようこそ!                          | 今井ゆうぞう、はいだしょうこ、小林よしひさ、いとうまゆ スプー、アネム、ズズ、ジャコビ ひなたおさむ、かまだみき、恵畑ゆう |
| 2007年 | マチガイがいっぱい!?                                                                | 今井ゆうぞう、はいだしょうこ、小林よしひさ、いとうまゆ スプー、アネム、ズズ、ジャコビ |
| 2007年 | さがそう!3つのプレゼント                                                            | 今井ゆうぞう、はいだしょうこ、小林よしひさ、いとうまゆ スプー、アネム、ズズ、ジャコビ |
| 2008年 | みんなおいでよ!うたのパレード                                                       | 今井ゆうぞう、はいだしょうこ、小林よしひさ、いとうまゆ スプー、アネム、ズズ、ジャコビ ひなたおさむ、かまだみき、恵畑ゆう |
| 2008年 | ともだち はじめて はじめまして!                                                     | 横山だいすけ、三谷たくみ、小林よしひさ、いとうまゆ スプー、アネム、ズズ、ジャコビ、ガタラット 今井ゆうぞう、はいだしょうこ |
| 2009年 | 星空のメリーゴーラウンド 〜50周年記念コンサート〜                                   | 横山だいすけ、三谷たくみ、小林よしひさ、いとうまゆ ライゴー、スイリン、プゥート ひなたおさむ、かまだみき、恵畑ゆう スプー、アネム、ズズ、ジャコビ 眞理ヨシコ、田中星児 坂田おさむ、神崎ゆう子、速水けんたろう、茂森あゆみ 杉田あきひろ、今井ゆうぞう、はいだしょうこ 天野勝弘、佐藤弘道 じゃじゃまる、ぴっころ、ぽろり |

### ラジオ
- Tapestry（TOKYO FM、2008年6月12日）
- KISS AND HUG（J-WAVE、2008年6月21日）
- 東京REMIX族（J-WAVE、2008年6月28日）
- ツルハグリーンウォーク2008（STVラジオ、2008年9月）
- 大沢悠里のゆうゆうワイド（TBSラジオ、2008年9月）
- キサラギ特番（ニッポン放送、2009年4月）
- ここはふるさと旅するラジオ（NHKラジオ第1、2010年3月）
- 高田文夫のラジオビバリー昼ズ（ニッポン放送、2010年6月）
- 高嶋ちさ子「Gentle Wind」（FM愛知、2010年12月）
- NHKオーディオドラマ「鳳仙花の咲く家に」（NHK-FM、2011年4月）
- サンデースペシャル（FM湘南ナパサ、2011年5月）
- コーシンのいっしょけんめい!（FMリベール、2012年11月）

## 雑誌・写真集
- ベビーブック（小学館）
- NHKおかあさんといっしょ（講談社）
- げんき（講談社）
- NHKおかあさんといっしょ 今月のうたセレクション（講談社）
- NHKおかあさんといっしょ うたのえほん（1） -（10）（講談社）
- おかあさんといっしょFUNBOOK（ステラMOOK、NHKサービスセンター
- NHKおかあさんといっしょ 新・うたのえほん はじめて はじめまして（講談社）
- 女性自身（光文社、4月1日発売号）
- 徳島県タウン誌『あわわ』（2008年7月号）- インタビュー出演
- 今井ゆうぞう all about IMAI YUZO（2008年7月31日 - フォトエッセイ
- 今井ゆうぞうダイアリー W.A.L.K With A Lot of Kiss（2009年7月31日）- ブログ本
- おかあさんといっしょ 10代目歌のお兄さん ありがとう 今井ゆうぞうさん メモリアルブック（2021年4月22日）　　　

## CD
- NHKおかあさんといっしょ 最新ベスト このゆびとまれ（2003年10月16日）
- NHKおかあさんといっしょ 最新ベスト かぜのおはなし（2004年10月20日）
- NHKおかあさんといっしょ 最新ベスト おしりフリフリ（2005年10月19日）
- NHKおかあさんといっしょ 最新ベスト ぼよよん行進曲（2006年10月18日）
- NHKおかあさんといっしょ 最新ベスト きみのこえ（2007年10月17日）
- おかあさんといっしょ ソングコレクション ゆめのかけら（2008年4月16日）

- YUZO（2008年5月9日）全10曲オリジナルソング
＜収録曲＞
  1. 「テレパシー」
  2. 「ボクのそばに、キミのそばに」
  3. 「僕は思うんだ」
  4. 「誰だってヘラクレス」
  5. 「パイナツプル」
  6. 「急げメロス!」
  7. 「リセットボタンはどこだ!?」
  8. 「オカエリの歌」
  9. 「ブルー」
  10. 「僕は君さ」
- 君と歩いた時間（2010年5月19日）全11曲カバーアルバム
＜収録曲＞
  1. 「悲しみよこんにちは」 作詞:森雪之丞/作曲:玉置浩二/編曲:町田トシユキ
  2. 「TOMORROW」 作詞:岡本真夜・真名杏樹/作曲:岡本真夜/編曲:上杉洋史
  3. 「想い出がいっぱい」 作詞:阿木燿子/作曲:鈴木キサブロー/編曲:齊藤恵
  4. 「このまま君だけを奪い去りたい」 作詞:上杉昇/作曲:織田哲郎/編曲:齊藤恵
  5. 「優しい雨」 作詞:小泉今日子/作曲:鈴木祥子/編曲:斉藤恵
  6. 「白い雲のように」 作詞:藤井フミヤ/作曲:藤井尚之/編曲:町田トシユキ
  7. 「島人ぬ宝」 作詞/作曲:BEGIN/編曲:上杉洋史
  8. 「雨」 作詞:森高千里/作曲:松浦誠二/編曲:飯田未知瑠
  9. 「ただ泣きたくなるの」 作詞:国分友里恵・中山美穂/作曲:岩本正樹/編曲:飯田未知瑠
  10. 「どんなときも。」 作詞/作曲:槇原敬之/編曲:加藤実
  11. 「愛は勝つ」 作詞/作曲:KAN/編曲:加藤実
- 「W.A.L.K」（2012年1月14日）全6曲カバーアルバム
＜収録曲＞
  1. 「いつも何度でも」作詞:覚和歌子/作曲:木村弓（映画『千と千尋の神隠し』主題歌）
  2. 「世界の約束」作詞:谷川俊太郎/作曲:木村弓（映画『ハウルの動く城』主題歌）
  3. 「心をゆらして」作詞:武田鉄矢/作曲:菊池俊輔（映画『ドラえもん のび太の宇宙開拓史』主題歌）
  4. 「時の旅人」作詞:武田鉄矢/作曲:堀内孝雄（映画『ドラえもん のび太の日本誕生』主題歌）
  5. 「わたしが不思議」作詞:武田鉄矢/作曲:菊池俊輔）（映画『ドラえもん のび太と鉄人兵団』主題歌）
  6. 「さよならにさよなら」作詞:武田鉄矢/作曲:千葉和臣（映画『ドラえもん のび太の創世日記』主題歌）
- 「〜こどもの暮らしを楽しむ言葉をちりばめた〜昔ばなしとお歌」（2012年12月19日）童話読み聞かせCD
＜収録曲＞
  1. 「ももたろう」
  2. 「うさぎとかめ」
  3. 「おむすびころりん」
  4. 「かぐやひめ」
  5. オリジナルソング「ありがとう…」 作詞・歌:今井ゆうぞう/作編曲:杉浦"ラフィン"誠一郎
- 「プラネタリウム ～Stay Home Edition～」（2020年5月12日）配信限定シングル
「プラネタリウム ～Stay Home Edition～」作詞:今井ゆうぞう、ゆゆ（ゆりり）/作曲:ゆゆ（ゆりり）
- 「ミライCool!!」（2020年5月20日）KEiのCD内2曲目
「ミライCool!! feat.今井ゆうぞう」作詞:KEi/作曲:KEi/編曲:HΛL, Yu-tas（Team HΛL）

## デザイン
2009年
- 100% Design Tokyoに作品を出展
- アロマオイル「VIRGO（バルゴ）」リリース

2010年
- アロマオイル「SAGITTA（サジッタ）」リリース

2012年
- サンリオピューロランド新アトラクションオープン記念チャリティーイベント「KITTYROBOT展」へ作品を出展